# Колфакс (містечко, Вісконсин)
Колфакс (англ. Colfax) — місто (англ. town) в США, в окрузі Данн штату Вісконсин. Населення — 1230 осіб (2020).

## Демографія
Згідно з переписом 2010 року, у місті мешкало 1186 осіб у 422 домогосподарствах у складі 352 родин. Було 448 помешкань
Расовий склад населення:
| - 95,7 % — білих - 0,3 % — корінних американців - 0,3 % — азіатів - 0,1 % — чорних або афроамериканців - 2,2 % — осіб інших рас |

До двох чи більше рас належало 1,4 %. Частка іспаномовних становила 3,4 % від усіх жителів.
За віковим діапазоном населення розподілялося таким чином: 27,2 % — особи молодші 18 років, 65,1 % — особи у віці 18—64 років, 7,7 % — особи у віці 65 років та старші. Медіана віку мешканця становила 39,8 року. На 100 осіб жіночої статі у місті припадало 103,1 чоловіків;  на 100 жінок у віці від 18 років та старших — 106,5 чоловіків також старших 18 років.
Середній дохід на одне домашнє господарство  становив 84 541 долар США (медіана — 73 333), а середній дохід на одну сім'ю — 97 656 доларів (медіана — 88 333). Медіана доходів становила 49 063 долари для чоловіків та 39 583 долари для жінок. За межею бідності перебувало 4,9 % осіб, у тому числі 4,3 % дітей у віці до 18 років та 7,1 % осіб у віці 65 років та старших.
Цивільне працевлаштоване населення становило 519 осіб. Основні галузі зайнятості: освіта, охорона здоров'я та соціальна допомога — 20,6 %, виробництво — 18,9 %, сільське господарство, лісництво, риболовля — 10,0 %, мистецтво, розваги та відпочинок — 7,9 %.